# Michael Jackson's Ghosts
Michael Jackson's Ghosts é um filme de média-metragem de Michael Jackson, cujo roteiro foi escrito pelo romancista de terror Stephen King e por Michael Jackson. Dirigido por Stan Winston, Ghosts possui 39 minutos.
O projeto iniciou-se em 1993 e só foi concluído em 1996. O filme conta a história de um Maestro com poderes sobrenaturais, que está sendo forçado a sair de uma cidade pequena por seu prefeito. O filme inclui várias coreografias realizadas por Jackson. 
A primeira exibição de Ghosts remonta a 24 de outubro de 1996. Nesse dia, a MJJ Productions, empresa de Jackson, organizou uma exibição VIP exclusiva para a Academia de Cinema de Beverly Hills. Depois disso, o filme começou a ser exibido antes do filme Thinner, de Stephen King - co-roteirista de Ghosts -, em uma dezena de salas de cinema nos Estados Unidos.
Essas exibições especiais, na ocasião da festa do Halloween, duraram uma semana, entre 25 a 31 de outubro de 1996. A versão de Ghosts que algumas centenas de americanos conheceram nessa época é diferente da comercializada posteriormente.
As músicas "Ghosts" e "Is It Scary", presentes no álbum Blood on the Dance Floor - HIStory in the Mix, não estão na versão original do filme. Elas ocuparam o lugar de um remix de "2 Bad" que acompanhava as sequências de dança. A divulgação do álbum, lançado em maio de 1997, fez com que essas mudanças fossem feitas.
O média-metragem foi exibido no Festival de Cinema de Cannes no ano de 1997, ganhando do juri um Prêmio Especial.

## Elenco
| Ator               | Papel                      |
| ------------------ | -------------------------- |
| Michael Jackson    | Maestro/Prefeito/Esqueleto |
| Pat Dade           | Pat                        |
| Rey-Phillip Santos | Ghoul Dancer               |
| Heather Ehlers     | Heather                    |
| Kendall Cunningham | Kendall                    |
| Mos Def            | Dante                      |
| Shawnette Heard    | Shawnette                  |
| Edwina Moore       | Edwina                     |
| Loren Randolph     | Loren                      |